# ヒルサイドテラス
ヒルサイドテラスは、渋谷区猿楽町・鉢山町の旧山手通り沿いに集合住宅、店舗、オフィスなどから成る複合施設である。
建築家の槇文彦（アネックスは元倉眞琴）により設計された、彼の代表作の一つである。第1期が竣工した1969年から1998年まで30年の歳月をかけて建てられてきた。D・E棟に隣接する駐日デンマーク大使館（1979年）も槇の設計である。
2000年に第3回日本建築家協会25年賞を受賞している。
2003年に第1期部分が、2017年に第2期以降がDOCOMOMO JAPAN選定 日本におけるモダン・ムーブメントの建築に選ばれている。
2020年度グッドデザイン賞受賞。

## 歴史

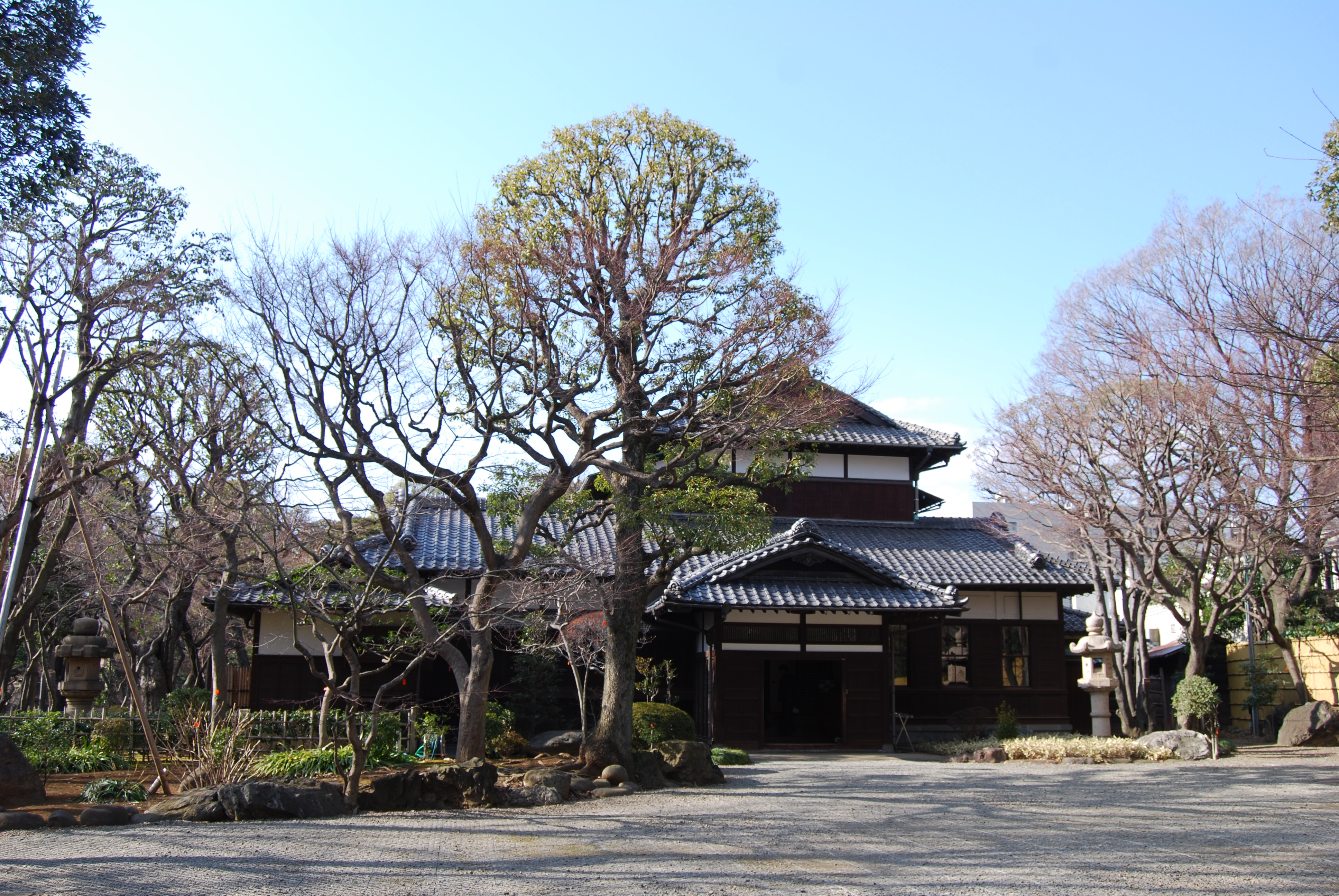
旧朝倉家住宅（2013年2月23日）

ヒルサイドテラスのオーナーである朝倉家の祖先は、元は甲州武田家に仕えた武士であったとされるが、後に帰農して渋谷に居住した。江戸末期には三田用水を利用した水車も所有し、朝倉徳次郎は明治になると、この水車を利用した米の賃搗きの収益で渋谷付近の土地を買い集めて大地主となり、精米業を営んだ。徳次郎の養子朝倉虎治郎は渋谷区会議長や東京府会議長を務めた政治家でもあった。
しかし第二次大戦後、朝倉家は所有していた土地の大部分を失い、本宅も相続税支払いの為に売却を余儀なくされた（重要文化財・旧朝倉家住宅）。手元に残った旧山手通り沿いの土地を生かした不動産経営を検討していた朝倉家は、先代の当主である朝倉誠一郎および当代当主の朝倉徳道が慶應義塾大出身だったことから教授の紹介で同じ慶應育ちの槇文彦と1967年に知り合い、「代官山集合住宅計画」を立案させた。
当時、この地域は第1種住居専用地区に指定されており、店舗の開設は認められていなかったが、槇はヒルサイドテラスA・B棟を建設する際に行政と交渉して用途規制緩和を実現し、現在のような住居と店舗が混在する建築を実現させた。
- 第1期（1969年）A・B棟
- 第2期（1973年）C棟
- 第3期（1977年）D・E棟
- 第4期（1985年）アネックスA・B棟
- 第5期（1987年）ヒルサイドプラザ
- 第6期（1992年）F・G・H棟
- 第7期（1998年）ヒルサイドウエスト

## 主なテナント

### 第1期
- BIGI
- レンガ屋（フランス料理）
- オートクチュールカナイ(金井茂平)
- 青田美容室

### 第2期
- トムスサンドウィッチ
- くらふと滝陶（現・陶房テラ)
- クリスマスカンパニー
- フローリストイグサ
- greeniche 代官山（北欧インテリアショップ）

### 第3期
- 元倉真琴
- 山本理顕
- 遠藤精一（建築家）
- 藤江和子
- ASPI（コンサルタント）

### 第4期
- アートフロントギャラリー（北川フラムらのギャラリー）

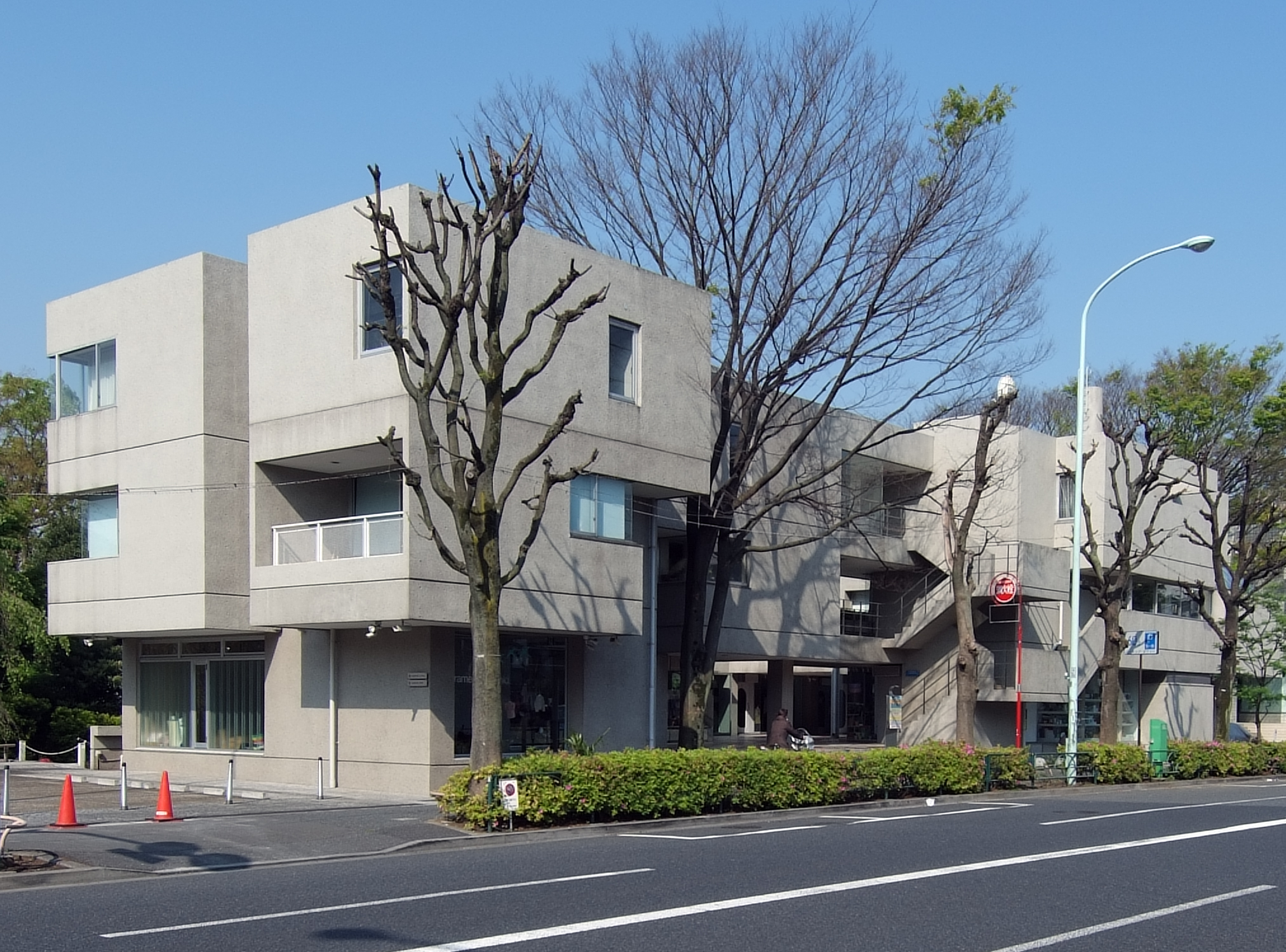
C棟
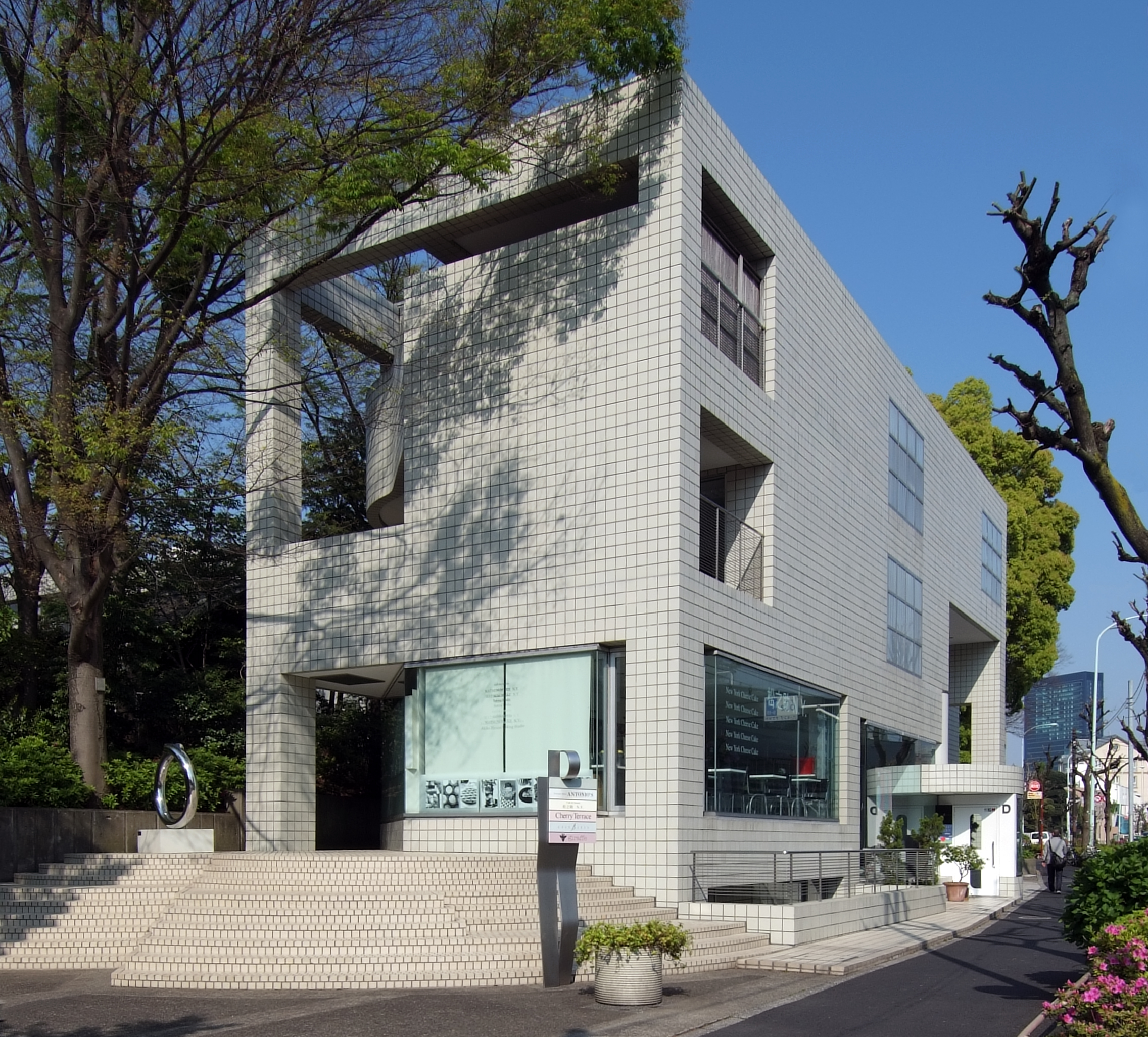
D棟
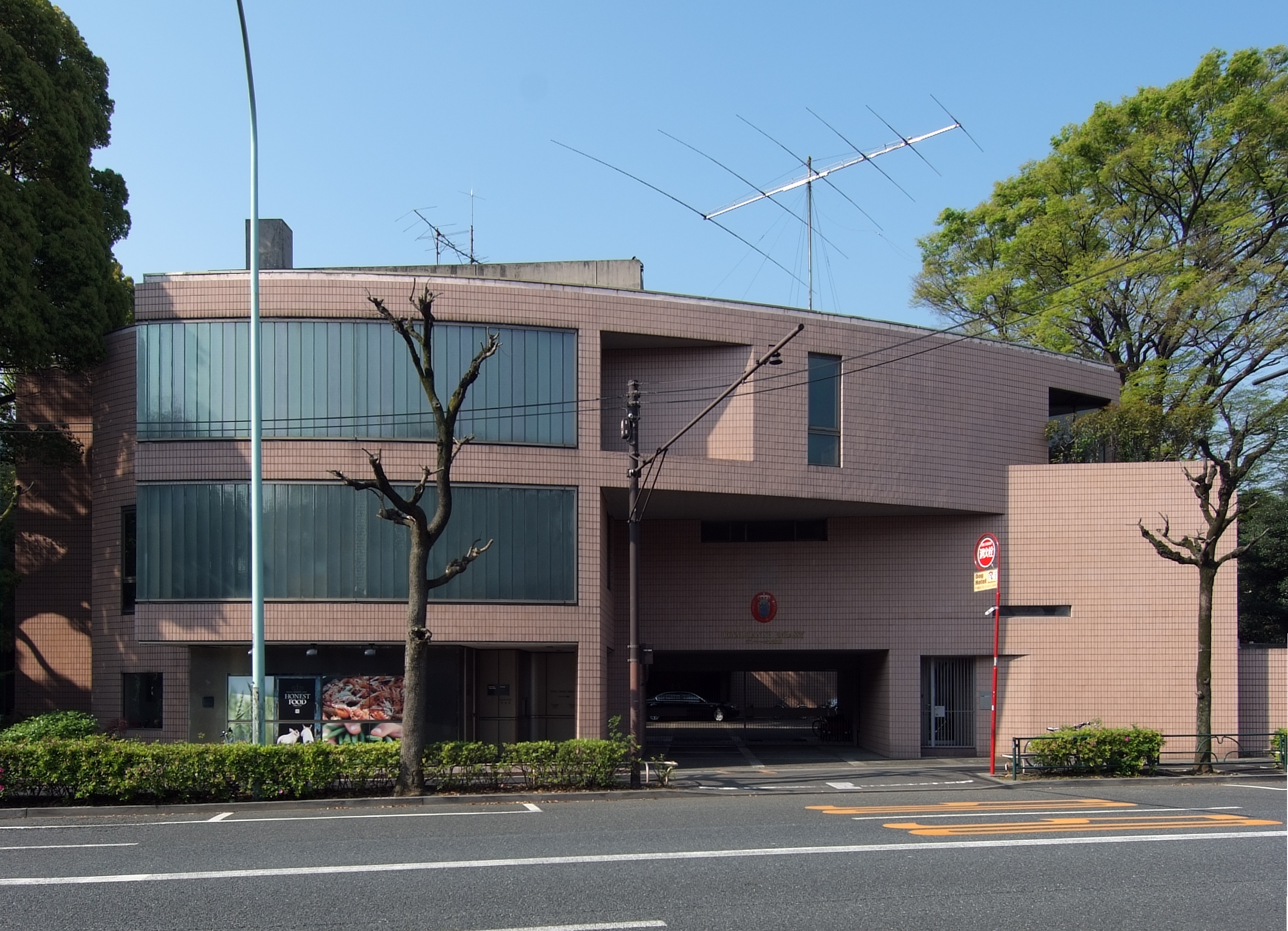
駐日デンマーク大使館
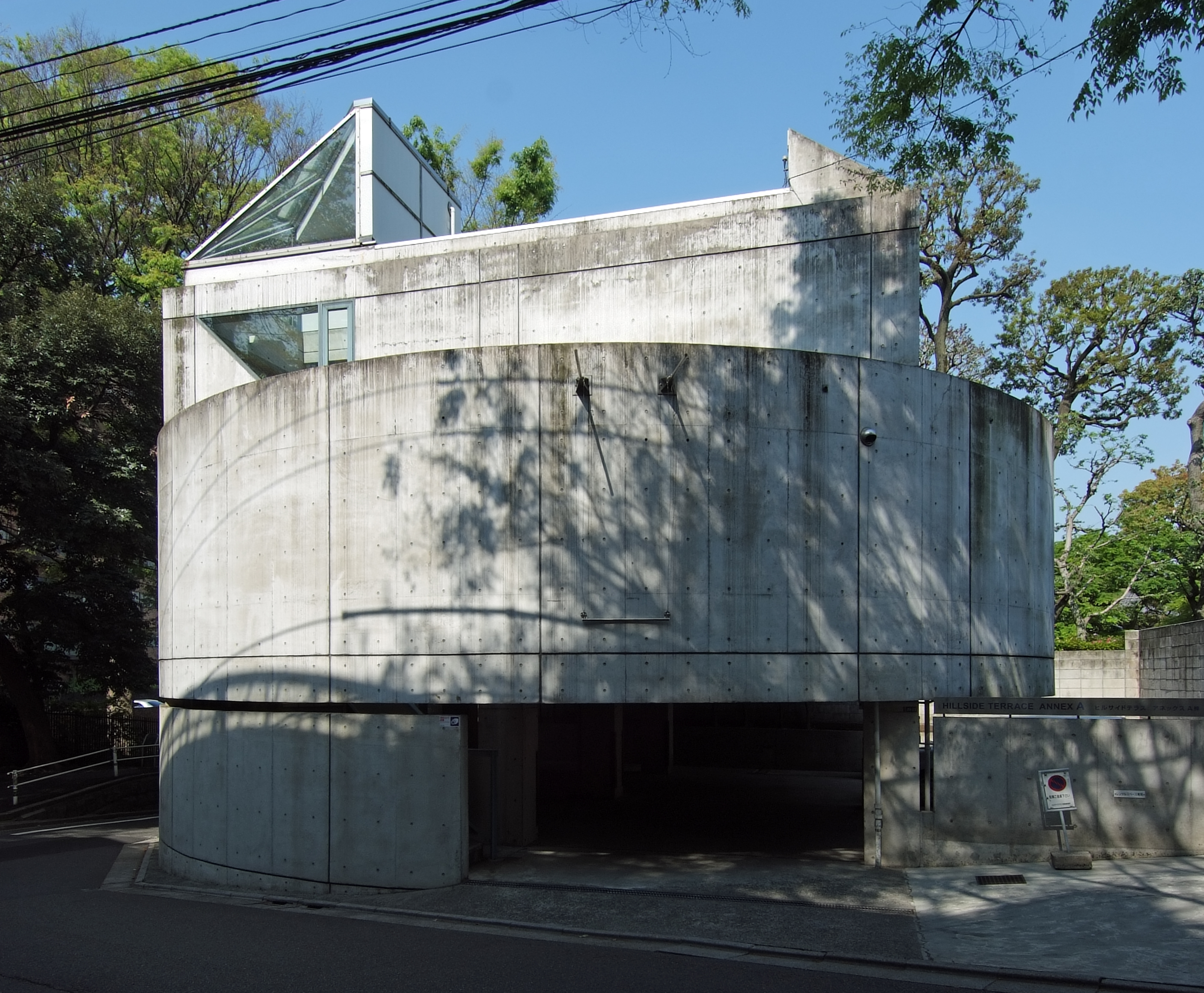
アネックスA棟
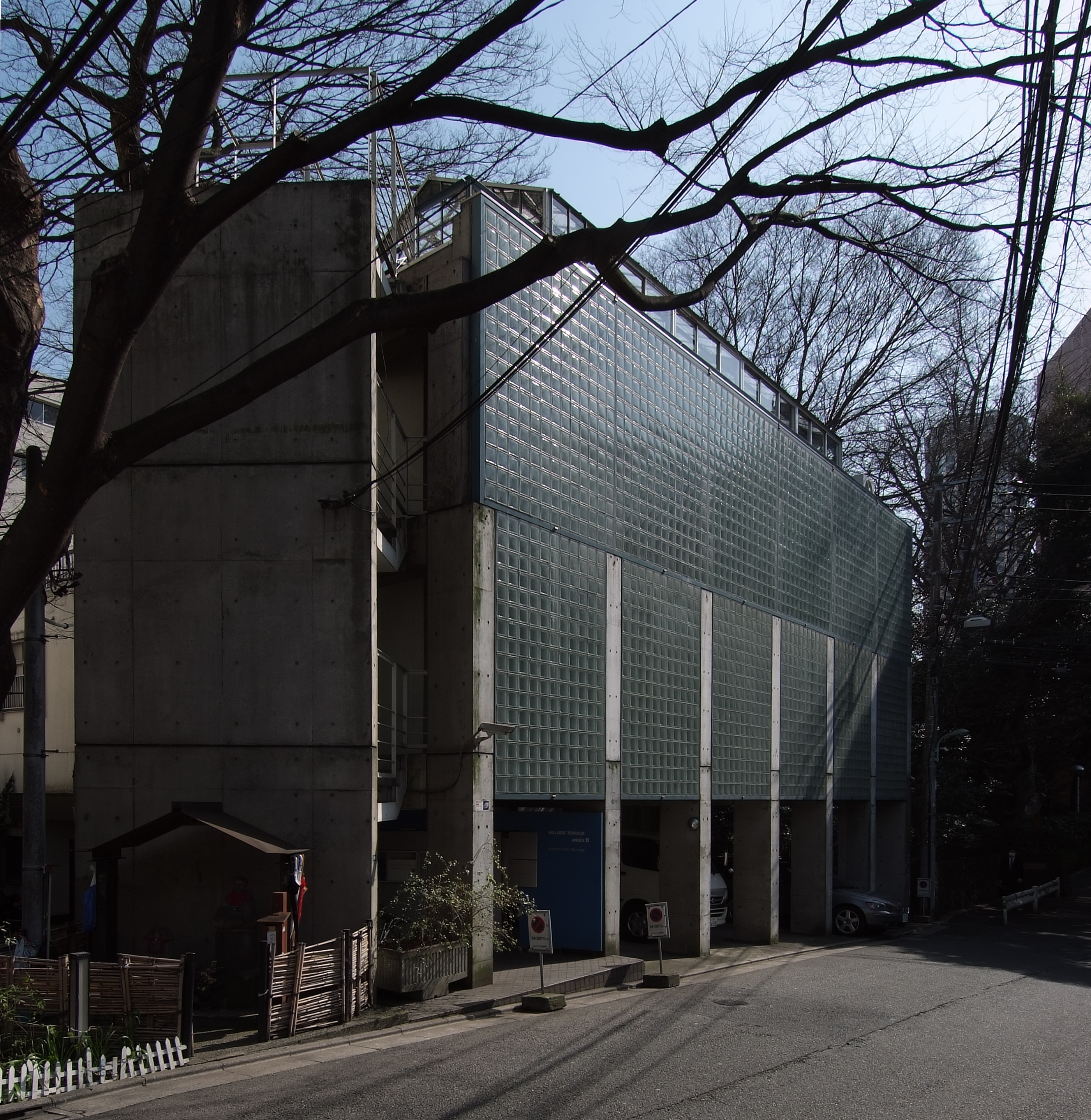
アネックスB棟
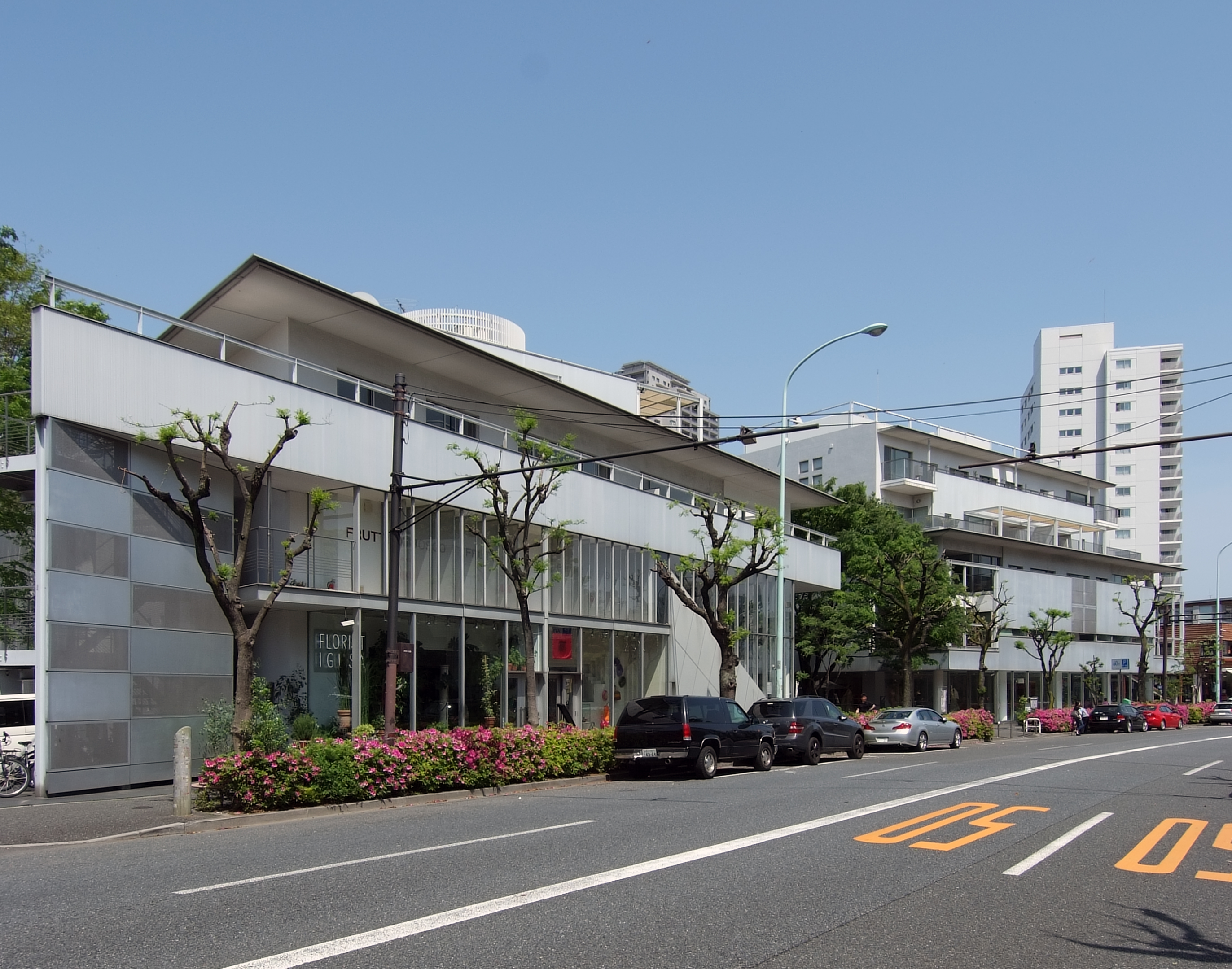
F・G棟
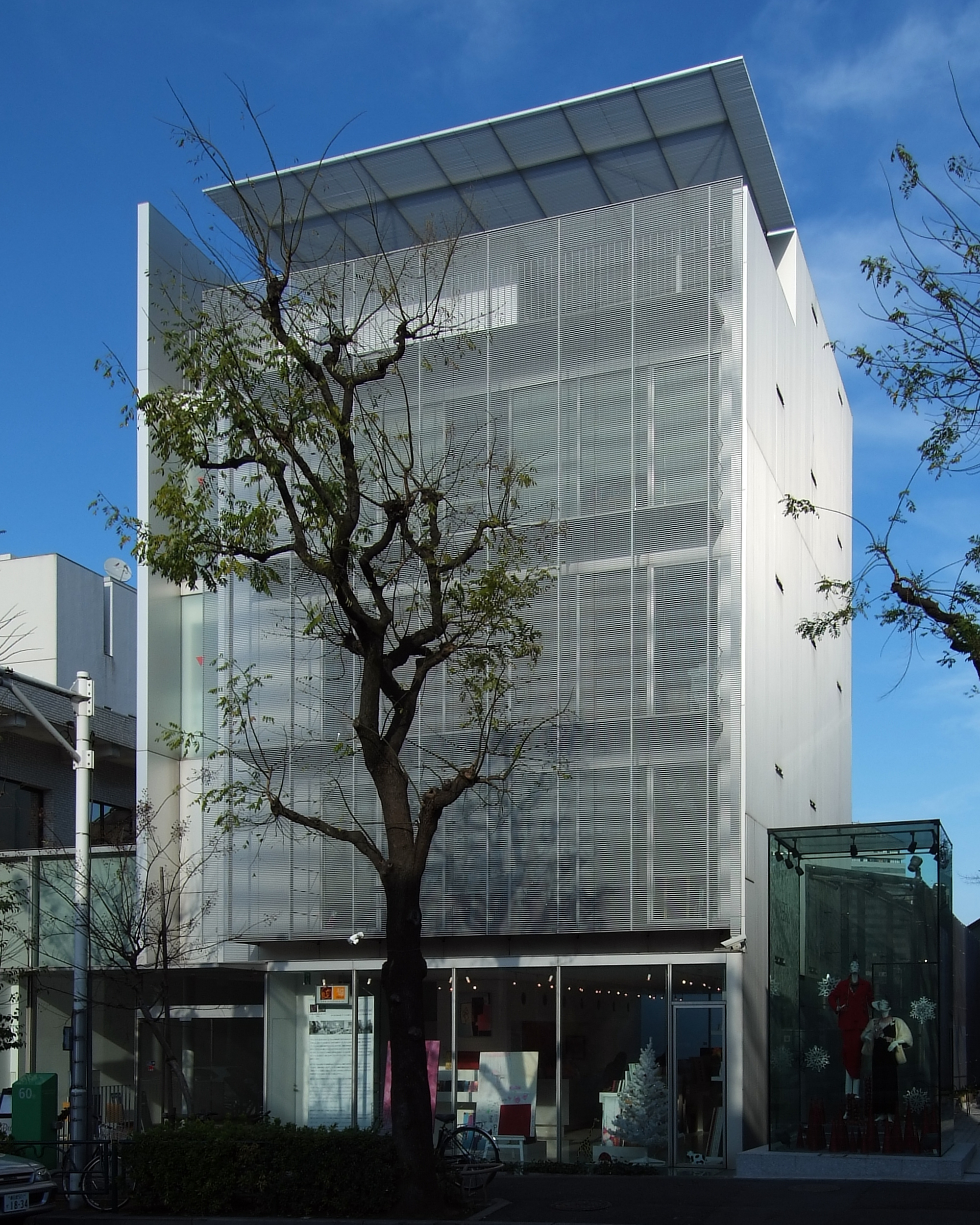
ヒルサイドウエスト